# Golfe de Valinco
 (octobre 2023).
Si vous disposez d'ouvrages ou d'articles de référence ou si vous connaissez des sites web de qualité traitant du thème abordé ici, merci de compléter l'article en donnant les références utiles à sa vérifiabilité et en les liant à la section « Notes et références ».
Le golfe de Valinco (en corse golfu di Vaddincu) ou parfois appelé golfe de Propriano, est un golfe de Corse-du-Sud appartenant à la mer Méditerranée, qui abrite le port de Propriano.

## Géographie
Le golfe de Valinco est jouxté au nord par le golfe d'Ajaccio dont il est séparé par la péninsule Capu di Muru. Il est fermé au sud par la baie de Campomoro. Trois cours d'eau majeurs s'y jettent :
- le Taravo, troisième fleuve de Corse par sa longueur, qui dévale du col de Verde ;
- le Rizzanese, quatrième fleuve de Corse par sa longueur, qui baigne le Sartenais et prend sa source sur les pentes du Monte Incudine ;
- le Baraci, qui creuse les reliefs à l'est du golfe jusqu'au col de Saint-Eustache.

## Toponymie
Valinco vient du corse Vaddincu qui désigne la rive gauche de la basse vallée du Taravo (vaddi en langue corse signifie vallée), c'est-à-dire les communes de Casalabriva, Sollacaro et Olmeto.

## Tourisme
Le golfe de Valinco comporte des stations balnéaires très prisées des touristes durant l'été, notamment Propriano (Prupià), Porto-Pollo (Purtipoddu), Portigliolo (Purtiddolu) et Campomoro (Campumoru). La plus belle vue sur le golfe peut être admirée depuis Viggianello, village de la Rocca.

## Patrimoine architectural
Le golfe recèle comme l'ensemble du littoral corse de nombreuses tours génoises : Capu di Muru, Capu Neru, Capannala, Capriona, Micalona, A Calanca et Campumoru.